# Lauri Resik
Lauri Resik (* 28. November 1969 in Tallinn) ist ein ehemaliger estnischer Radrennfahrer und nationaler Meister im Radsport.

## Sportliche Laufbahn
Resik war im Straßenradsport und im Bahnradsport aktiv. 1983 begann er mit dem Radsport. 1990 gewann er die nationale Meisterschaft im Straßenrennen vor Andrus Aug. In den Jahren von 1987 bis 1993 wurde er siebenmal estnischer Meister auf der Straße und auf der Bahn. 1990 gewann er das finnische Eintagesrennen Pyörä-Union korttelit, den Prolog und eine Etappe der Tour du Poitou-Charentes, 1991 den Grand Prix de Pérenchies.
1996 startete Resik im Straßenrennen bei den Olympischen Sommerspielen in Atlanta. Er beendete das Rennen nicht.